# Liste der Gemeindeverbände im Département Loire-Atlantique
Das Département Loire-Atlantique liegt in der Region Pays de la Loire in Frankreich. Es untergliedert sich in 17 Gemeindeverbände.
Siehe auch: Liste der Gemeinden im Département Loire-Atlantique

## Gemeindeverbände

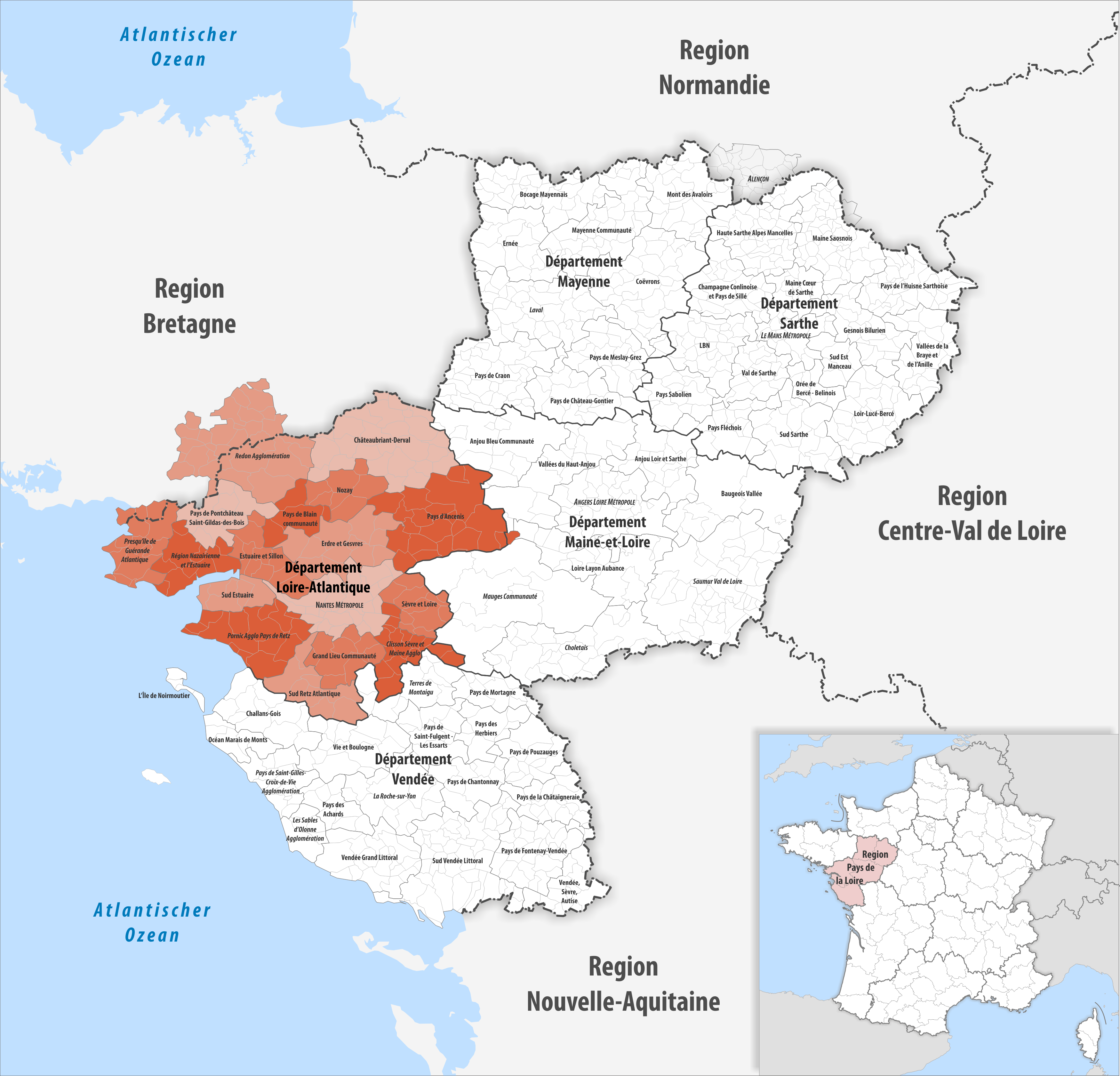
Gemeindeverbände im Département Loire-Atlantique

| Gemeindeverband                           | Gemeinden im Départ./Verband | Einwohner 1. Januar 2022 | Fläche km² | Dichte Einw./km² | SIREN- Nummer | Rechtsform                 | Gründungsdatum    |
| ----------------------------------------- | ---------------------------- | ------------------------ | ---------- | ---------------- | ------------- | -------------------------- | ----------------- |
| Châteaubriant-Derval                      | 26/26                        | 44.697                   | 879,42     | 51               | 200 072 726   | Communauté de communes     | 22. Dezember 2016 |
| Clisson Sèvre et Maine Agglo              | 16/16                        | 57.167                   | 309,56     | 185              | 200 067 635   | Communauté d’agglomération | 1. Januar 2017    |
| Erdre et Gesvres                          | 12/12                        | 68.096                   | 509,36     | 134              | 244 400 503   | Communauté de communes     | 13. Dezember 1994 |
| Estuaire et Sillon                        | 11/11                        | 41.096                   | 306,25     | 134              | 200 072 734   | Communauté de communes     | 22. Dezember 2016 |
| Grand Lieu Communauté                     | 9/9                          | 42.037                   | 259,97     | 162              | 244 400 438   | Communauté de communes     | 23. Juni 1993     |
| Nantes Métropole                          | 24/24                        | 683.981                  | 523,35     | 1.307            | 244 400 404   | Métropole                  | 25. Oktober 1991  |
| Nozay                                     | 7/7                          | 16.406                   | 273,48     | 60               | 244 400 537   | Communauté de communes     | 2. Dezember 1994  |
| Pays d’Ancenis                            | 19/20                        | 69.666                   | 876,04     | 80               | 244 400 552   | Communauté de communes     | 16. Dezember 1999 |
| Pays de Blain communauté                  | 4/4                          | 16.858                   | 213,16     | 79               | 244 400 453   | Communauté de communes     | 8. Dezember 1993  |
| Pays de Pontchâteau Saint-Gildas-des-Bois | 9/9                          | 36.662                   | 326,80     | 112              | 200 000 438   | Communauté de communes     | 12. Dezember 2005 |
| Pornic Agglo Pays de Retz                 | 15/15                        | 69.252                   | 522,14     | 133              | 200 067 346   | Communauté d’agglomération | 1. Januar 2017    |
| Presqu’île de Guérande Atlantique         | 12/15                        | 77.687                   | 386,12     | 201              | 244 400 610   | Communauté d’agglomération | 30. Dezember 2002 |
| Redon Agglomération                       | 8/31                         | 67.121                   | 990,93     | 68               | 243 500 741   | Communauté d’agglomération | 29. April 1996    |
| Région Nazairienne et l’Estuaire          | 10/10                        | 131.317                  | 320,27     | 410              | 244 400 644   | Communauté d’agglomération | 31. Dezember 2000 |
| Sèvre et Loire                            | 11/11                        | 49.940                   | 276,17     | 181              | 200 067 866   | Communauté de communes     | 16. November 2016 |
| Sud Estuaire                              | 6/6                          | 31.126                   | 197,48     | 158              | 244 400 586   | Communauté de communes     | 10. Juni 1996     |
| Sud Retz Atlantique                       | 8/8                          | 25.607                   | 353,53     | 72               | 200 071 546   | Communauté de communes     | 15. Dezember 2016 |